# Толу
Толу (исп. Tolú), также Сантьяго-де-Толу — город и муниципалитет на севере Колумбии, на территории департамента Сукре. Входит в состав субрегиона Морроскильо.

## История
Поселение, из которого позднее вырос город, было основано 25 июля 1535 года.

## Географическое положение

Муниципалитет Толу

Город расположен в северной части департамента, в пределах Прикарибской низменности, на побережье залива Морроскильо Карибского моря, на расстоянии приблизительно 28 километров к северо-западу от города Синселехо, административного центра департамента. Абсолютная высота — 10 метров над уровнем моря.
Муниципалитет Толу граничит на севере с территорией муниципалитета Сан-Онофре, на востоке — с муниципалитетом Толувьехо, на юго-востоке — с муниципалитетом Синселехо, на юге — с муниципалитетом Сан-Антонио-де-Пальмито, на юго-западе — с муниципалитетом Ковеньяс, на западе омывается водами Карибского моря. Площадь муниципалитета составляет 301,22 км².

## Население
По данным Национального административного департамента статистики Колумбии, совокупная численность населения города и муниципалитета в 2015 году составляла 33 296 человек.
Динамика численности населения муниципалитета по годам:
| 2005   | 2006   | 2007   | 2008   | 2009   | 2010   | 2011   | 2012   | 2013   | 2014   | 2015   |
| ------ | ------ | ------ | ------ | ------ | ------ | ------ | ------ | ------ | ------ | ------ |
| 28 108 | 28 569 | 29 055 | 29 557 | 30 071 | 30 580 | 31 109 | 31 641 | 32 187 | 32 731 | 33 296 |

Согласно данным переписи 2005 года мужчины составляли 50,2 % от населения Толу, женщины — соответственно 49,8 %. В расовом отношении негры, мулаты и райсальцы составляли 73,2 % от населения города; белые и метисы — 21,9 %; индейцы — 4,9 %.
Уровень грамотности среди всего населения составлял 85,1 %.

## Экономика
48,6 % от общего числа городских и муниципальных предприятий составляют предприятия торговой сферы, 37,5 % — предприятия сферы обслуживания, 12,9 % — промышленные предприятия, 1 % — предприятия иных отраслей экономики.

## Транспорт
Через город проходит национальное шоссе № 90. Действует аэропорт.